# Spring.me
Spring.me (anteriormente conocido como Formspring) fue una red social basada en preguntas y respuestas, lanzado el 25 de noviembre de 2009 por la compañía basada en San Francisco Formspring.me, Inc. Se hizo popular a principios de 2010, después de que Tumblelog lanzara un servicio similar llamado "Ask Me". El sitio permitía a sus usuarios crear una página de perfil, de la que cualquiera puede hacer preguntas y enviar comentarios. Las preguntas y sus respuestas se publicaban en la página de perfil del usuario, pudiendo vincular la cuenta de Facebook, Twitter o Blogger.
Las preguntas se podían hacer de forma anónima, o también podían ser visiblemente enviándolas desde otra cuenta FormSpring, los usuarios sin embargo podían optar por no permitir preguntas anónimas, seleccionando y contestando a las que desearen.
A partir del 1 de agosto de 2015, el sitio web se convirtió en un portal de Twoo; Humor Rainbow Inc no revela si el contenido original todavía existe.

## Historia
FormSpring se puso en marcha en noviembre de 2009 por los diseñadores del constructor web Formstack como un proyecto paralelo. Se habían dado cuenta de que la mayoría de sus usuarios utilizaban el servicio que ofrecían para crear temas de "Pregúntame lo que sea" (Ask me anything) de modo que decidieron poner en marcha un sitio separado para facilitar esta tarea.
En el lanzamiento, FormSpring cambió toda su URL, formspring.me, para distinguirla de Formstack, que fue en ese momento también llamado FormSpring. Cuando formspring.me comenzó a hacerse popular, el original sitio web FormSpring fue renombrado para evitar la confusión entre los dos sitios.
FormSpring se separó antes del despegue en una compañía separada. Debido a su repentina popularidad, numeroso sitios web se pusieron en marcha con rapidez, adquiriendo características similares, como el servicio "Ask Me" de Ask.fm, Tumblr y  Myyearbook.
El 3 de junio de 2010, FormSpring puso en marcha un importante rediseño, para revisar cada apartado de la página web.
El 28 de junio de 2011, Formspring anunció que había registrado su usuario número 25 millones.
En junio de 2011, Formspring lanzó funciones para que las celebridades se comuniquen mejor con sus fanáticos, incluidas las cuentas verificadas. Los usuarios de Celebrity Formspring se pueden encontrar en la sección "Favoritos de Formspring" del sitio, que clasifica a los usuarios verificados por música, comedia y varias verticales de entretenimiento. En noviembre de 2011, Formspring lanzó un programa de asociación de medios, asociándose por primera vez con medios de comunicación como MTV, Hearst, Funny or Die y The Huffington Post.
A principios de 2012, Formspring había alcanzado más de 4 mil millones de respuestas. En febrero de 2012, Formspring fue nombrado uno de los diez sitios de medios sociales más innovadores por Fast Company.

## Características
Los usuarios del sitio podrían seguir a otros de forma privada. Al iniciar sesión como usuario registrado, las personas también pueden hacer preguntas a sus seguidores desde la página de inicio. Spring.me también hizo una pregunta por día llamada "Pregunta del día de Formspring" que se mostró en la bandeja de entrada de los usuarios. En enero de 2011, Spring.me agregó un botón de sonrisa que actuó de manera similar al botón Me gusta en Facebook.
En septiembre de 2011, Formspring lanzó una aplicación para iPhone. Varios meses después, en enero de 2012, se agregó a su presencia móvil con el lanzamiento de su aplicación para Android.
También en enero de 2012, Formspring lanzó dos características adicionales al servicio. Una nueva herramienta permitió a los usuarios clasificar las respuestas a las preguntas por el número de "Sonrisas" recibidas para llevar el contenido más deseado a la parte superior de las secuencias de respuesta. La funcionalidad añadida tiene como objetivo brindar a los usuarios el poder de seleccionar el mejor contenido del sitio. Además de permitirles a los usuarios ver sus respuestas sonrientes, la nueva característica permitió a los usuarios de Formspring ver las respuestas principales de otros usuarios y también ver las respuestas más sonrientes a una pregunta que se le hizo a varias personas a la vez. La segunda nueva funcionalidad lanzada dio a los usuarios del sitio la opción de elegir si deseaban seguir pública o privadamente las cuentas de otros usuarios. Como parte de esta característica, los usuarios fueron capaces de ver que cuantas personas estaban siguiendo su cuenta.

## Controversia
FormSpring ha ganado una cierta controversia, especialmente entre los adolescentes, ya que es una de las puertas para el acoso y la intimidación, debido al anonimato de las entradas.
- El 12 de marzo de 2010, un portal de humor, sacó la noticia de que los creadores tenían previsto revelar información personal sobre sus usuarios, pudiendo propagarse en Twitter y otras redes sociales.[14]
- El 22 de marzo de 2010, una chica de diecisiete años de edad de Nueva York se suicidó,[15][16] los informes exponían la gran cantidad de comentarios insultantes que habían aparecido sobre ella en el perfil de FormSpring en los días previos a su decisión. Poco después, comenzó un boicot a FormSpring.
- Jamey Rodemeyer se hizo una cuenta en diciembre del 2010 y el 18 de septiembre de 2011 se suicidó por el acoso escolar y el acoso producido en esta red social.

La sección de soporte del sitio invita a los usuarios que hagan frente al acoso, negando preguntas anónimas, bloqueando a los usuarios no deseados, o, en el caso de una amenaza o de delincuencia, piden a los usuarios ponerse en contacto con la policía.

## Cierre y cambio de marca
Formspring anunció que cerraría durante los meses de marzo y abril de 2013. La razón del cierre fue que "había sido un desafío mantener los recursos necesarios para mantener las luces encendidas".
Según el anuncio, las preguntas sobre Formspring se inhabilitarían el 31 de marzo de 2013, y el sitio completo se cerraría de forma permanente el 15 de abril de 2013, después de lo cual, se eliminaría todo el contenido del sitio.
El 31 de marzo de 2013 se publicó una breve declaración actualizada en la que se indicaba "¡Buenas noticias! Tenemos un acuerdo de última hora en las obras que ayudará a mantener a Formspring al día. Más detalles a seguir la próxima semana".
El 8 de mayo de 2013 se emitió una declaración en la página principal; "5/8/13 - Grandes amigos de las noticias, Formspring se ha guardado y ahora está bajo una nueva administración. Prepárese para algunas nuevas características interesantes y emocionantes. ¡Esté atento a más actualizaciones y feliz publicación!". En mayo de 2013, Spring.me adquirió los activos de Formspring. Spring.me se lanzó oficialmente en versión beta en septiembre de 2013 y se lanzó públicamente en noviembre de 2013.
A partir del 1 de agosto de 2015, el sitio web se convirtió en un portal de Twoo, una plataforma de evaluación y descubrimiento social.

## Enlaces relacionados
- Fletz - Sitio de la misma temática Archivado el 2 de octubre de 2014 en Wayback Machine.